# Aquilegia micrantha
Aquilegia micrantha är en ranunkelväxtart som beskrevs av Eastwood. Aquilegia micrantha ingår i släktet aklejor, och familjen ranunkelväxter.

## Underarter
Arten delas in i följande underarter:
- A. m. grahamii
- A. m. loriae
- A. m. mancosana